# NGC 273
NGC 273 è una galassia lenticolare vista di taglio e situata nella costellazione della Balena a una distanza di 217,8 milioni di anni luce dal sistema solare.

## Scoperta
NGC 273 è stata scoperta il 10 settembre 1785 dall'astronomo britannico di origine tedesca William Herschel.